# Adriana Calcanhotto

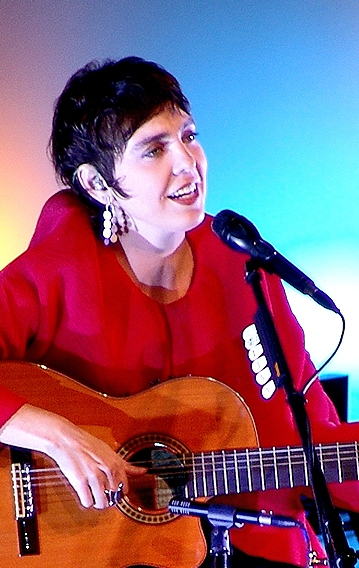
Adriana Calcanhotto

Adriana da Cunha Calcanhotto (* 3. Oktober 1965 in Porto Alegre) ist eine brasilianische Sängerin. Sie vermischt in ihren Liedern verschiedene Stilelemente aus Bossa, Samba, Pop, Electro und Jazz. Diese sehr eigene Musik begleitet sie während Live-Auftritten häufig nur mit einer Acoustik-Gitarre im Singer-Songwriter-Stil. In Lateinamerika und Portugal genießt sie hohe Anerkennung.

## Leben
Als Tochter eines Jazzschlagzeugers und einer Tänzerin wurde Calcanhotto schon früh künstlerisch beeinflusst. Mit sechs Jahren begann sie Gitarre zu spielen und später auch zu singen.
Musikalisch wurde sie von der Música Popular Brasileira geprägt, literarisch vom brasilianischen Modernismus. Als Inspirationsquellen dienten ihr u. a. Mário de Andrade und Tarsila do Amaral.
Ihre künstlerische Laufbahn begann als Sängerin in Kneipen und Theaterschauspielerin, später trat sie in ganz Brasilien als Liedermacherin auf. Gleich mit ihrer ersten Platte fiel sie auf und gewann den Prêmio Sharp für die weibliche Neuentdeckung des Jahres 1991.
2012 nahm sie am Montreux Jazz Festival teil; siehe Nachlass zum Montreux Jazz Festival. Dieser kontinuierlich erweiterte Nachlass ist seit 2013 als Weltdokumentenerbe der UNESCO registriert.
Die meisten Stücke schreibt und produziert Calcanhotto selbst. Sie hat jedoch auch Lieder von Dorival Caymmi und Caetano Veloso interpretiert.

## Diskografie
| Jahr | Titel               | Höchstplatzierung, Gesamtwochen, AuszeichnungChartsChartplatzierungen (Jahr, Titel, Platzierungen, Wochen, Auszeichnungen, Anmerkungen) | Anmerkungen                   |
| Jahr | Titel               | PT | Anmerkungen                   |
| ---- | ------------------- | --- | ----------------------------- |
| 2000 | Público             | PT22 Platin · (4 Wo.)PT | Charteinstieg in PT erst 2004 |
| 2002 | Cantada             | PT19 (2 Wo.)PT | Charteinstieg in PT erst 2003 |
| 2004 | Adriana partimpim   | PT1 ×4Vierfachplatin · (74 Wo.)PT |                               |
| 2008 | Maré                | PT5 Gold · (13 Wo.)PT |                               |
| 2011 | O micróbio do samba | PT9 (8 Wo.)PT |                               |
| 2015 | Loucura             | PT10 (2 Wo.)PT |                               |
| 2019 | Margem              | PT10 (2 Wo.)PT |                               |

grau schraffiert: keine Chartdaten aus diesem Jahr verfügbar
Weitere Alben
- 1990: Enguiço
- 1992: Senhas
- 1994: A Fábrica do Poema
- 1998: Maritmo
- 2001: Perfil
- 2005: Adriana Partimpim – O Show (PT: Gold)[7]
- 2009: Partimpim dois
- 2012: Partimpim Tlês
- 2014: Olhos de Onda

## Auszeichnungen für Musikverkäufe
| Goldene Schallplatte - Brasilien - 2003: für das Videoalbum Público Platin-Schallplatte - Brasilien - 2000: für das Album Público | 2× Platin-Schallplatte - Brasilien - 2001: für das Album Perfil |

Anmerkung: Auszeichnungen in Ländern aus den Charttabellen bzw. Chartboxen sind in ebendiesen zu finden.
| Land/RegionAuszeichnungen für Musikverkäufe (Land/Region, Auszeichnungen, Verkäufe, Quellen) | Gold     | Platin     | Verkäufe | Quellen             |
| -------------------------------------------------------------------------------------------- | -------- | ---------- | -------- | ------------------- |
| Brasilien (PMB)                                                                              | Gold1    | 3× Platin3 | 775.000  | pro-musicabr.org.br |
| Portugal (AFP)                                                                               | 2× Gold2 | 5× Platin5 | 140.000  | Einzelnachweise     |
| Insgesamt                                                                                    | 3× Gold3 | 8× Platin8 |          |                     |